# Joan Vollmer
Joan Vollmer (4. února 1923 – 6. září 1951) byla americká žena, členka hnutí Beat generation. Studovala na Barnard College v New Yorku, kde se seznámila s Edie Parker, pozdější manželkou Jacka Kerouaca. Ona sama se ve čtyřicátých letech provdala za studenta práv Paula Adamse, s nímž měla dceru Julii, a který brzy odešel do armády. Když se vrátil, manželství skončilo. V roce 1946 začala žít s Williamem Sewardem Burroughsem. V roce 1947 se jim narodil syn William S. Burroughs Jr. V roce 1951 ji Burroughs v Ciudad de México zastřelil, když na hlavě držela sklenku, do níž se Burroughs snažil střelit. Existují však i jiné teorie, jak přesně k zastřelení došlo. Pod různými jmény byla její postava použita v několika beatnických knihách, včetně Na cestě, Podzemníci (Jane Lee) a Maloměsto, velkoměsto (Mary Dennison).